# Marcin Burkhardt
Marcin Burkhardt (Elbląg, 25 settembre 1983) è un ex calciatore polacco, di ruolo centrocampista.

## Biografia
È il fratello di Filip Burkhardt.

## Carriera

### Club
Ha fatto il suo debutto nel campionato polacco, il 16 settembre 2001 con l'Amica Wronki contro il Dyskobolia e ha segnato 7 gol in quella stagione. Col Legia ha segnato 4 gol nelle partite: Amica-Legia Varsavia, Dyskobolia-Legia Varsavia, Wisła Płock-Legia Varsavia e Odra Wodzisław Śląski-Legia Varsavia. Ha giocato per il Legia Varsavia fino al 30 marzo 2008. Il giorno dopo si è unito alla squadra IFK Norrköping per tre anni. Il 19 agosto 2009 è stato ceduto dal Metalist Charkiv all'IFK Norrköping. Nel febbraio del 2010 è stata ceduta metà del suo cartellino allo Jagiellonia Białystok, l'anno dopo è stato comprato dallo Jagiellonia Białystok.
Libero da vincoli contrattuali, in data 29 febbraio 2016 ha firmato un accordo annuale con i norvegesi dell'Ullensaker/Kisa, militanti in 1. divisjon. Il 26 luglio successivo ha rescisso il contratto che lo legava al club.
Il 28 luglio ha così fatto ufficialmente ritorno in patria per giocare nel Pogoń Siedlce.

### Nazionale
Con la Nazionale polacca ha giocato 10 volte segnando 1 gol.

## Palmarès
- Campionato polacco: 1

Legia Varsavia: 2005-2006
- Puchar Polski: 2

Legia Varsavia: 2007-2008
Jagiellonia: 2010
- Superpuchar Polski: 1

Jagiellonia: 2010
- Kupa na Bălgarija: 1

Cerno More Varna: 2015